# Hache
Pour les articles homonymes, voir Hache (homonymie).

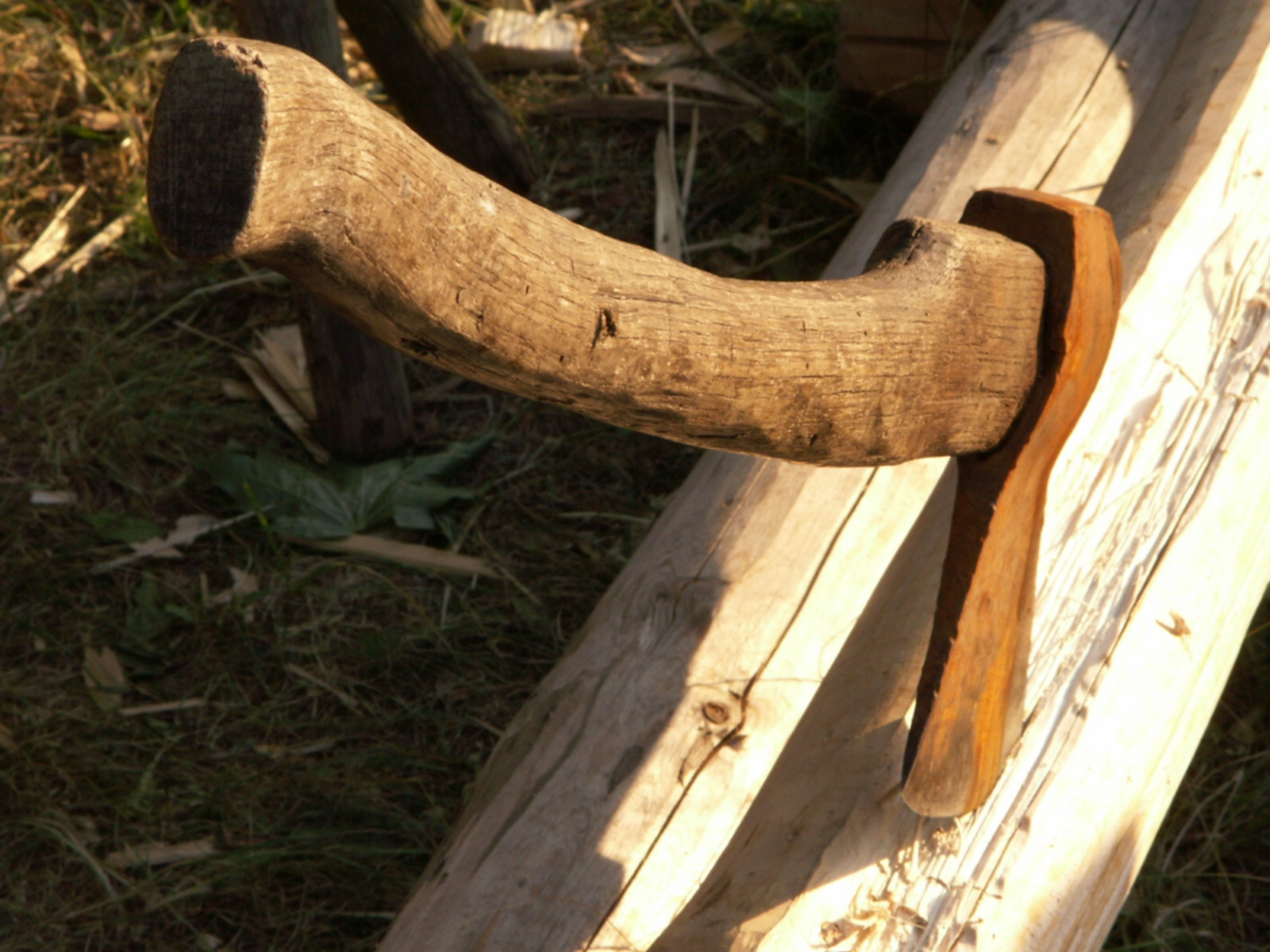
Hache moderne.

Une hache est un outil formé d'une lame (ou fer) actuellement de métal (d'acier le plus souvent) et initialement en pierre taillée, attachée à un manche de bois. Elle est le plus souvent utilisée pour couper du bois, mais elle fut également employée comme arme. Les pompiers l'utilisent pour ouvrir des portes.

## Origine

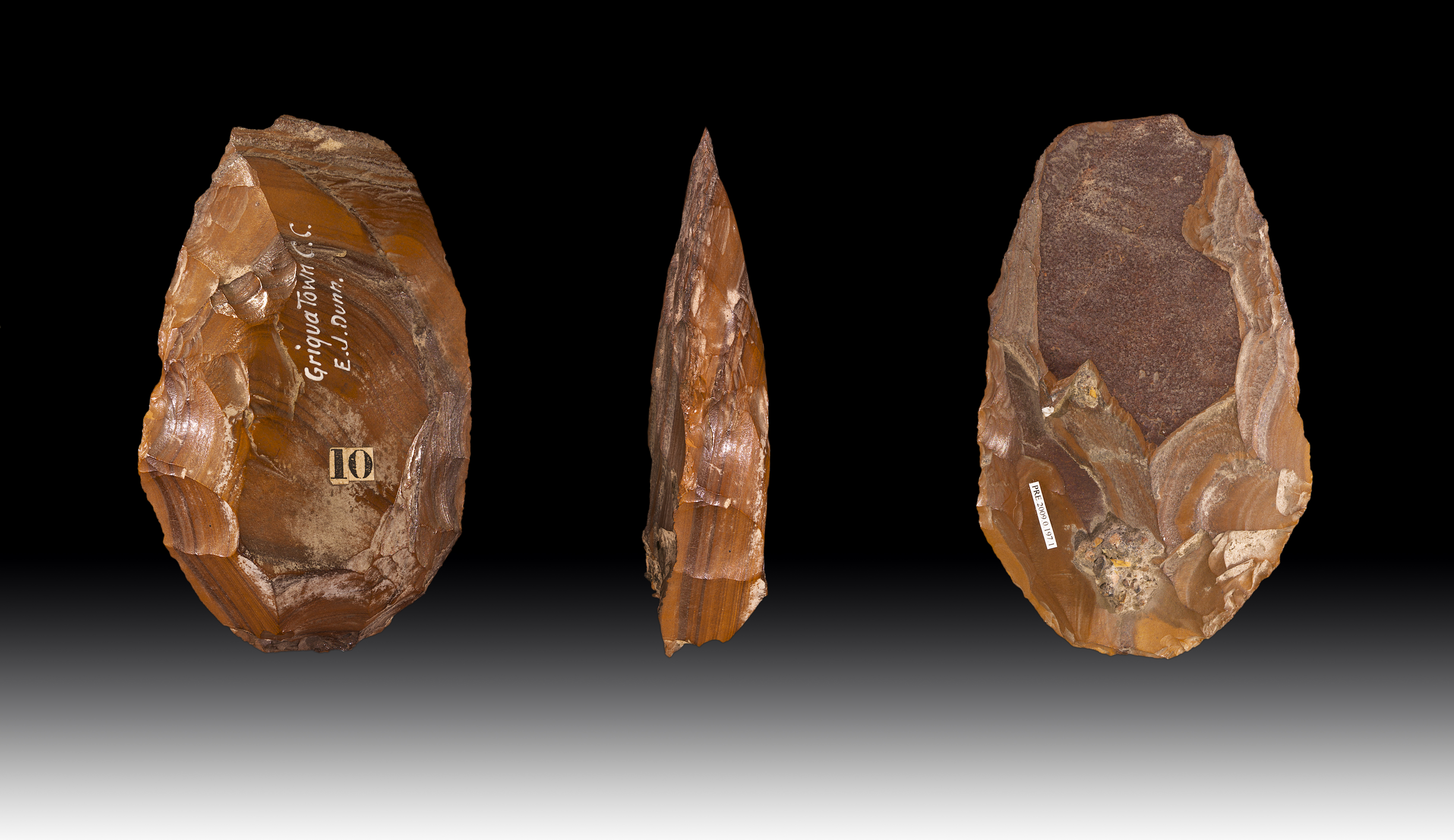
Hachereau - Afrique du Sud MHNT.

Les plus anciennes traces de haches ont été trouvées en Afrique et leur âge est évalué à 1,6 million d'années. Le terme qui désigne cet outil dans la Préhistoire est hachereau.
Des découvertes en Espagne ont repoussé l'âge des premières haches européennes en les datant du Pléistocène supérieur entre 760 000 et 900 000 ans.
Le nom proto-indo-européen pour désigner la « hache » pouvait être *peleku-, donnant le grec ancien πέλεκυς / pélekus et le sanskrit परशु / paraśu. Le terme français hache est issu du vieux bas francique *hap(p)ja (francique happia),, lui-même issu du germanique commun *hapjō, *habjō « couteau ». L'ancien français aisse de sens proche et issu du latin ascia (cf. italien ascia) ne s'est pas perpétué.
Les premières haches étaient formées d'une pierre taillée insérée entre deux planches de bois serrées l'une contre l'autre avec une corde, qui servait également à faire tenir la lame en place. 

### Le Néolithique
| |  |  |
| Représentations gravées de haches au néolithique : hache emmanchée à gauche parfois interprétée comme une hache-charrue ou hache-araire, haches nues à droite. |  |  |

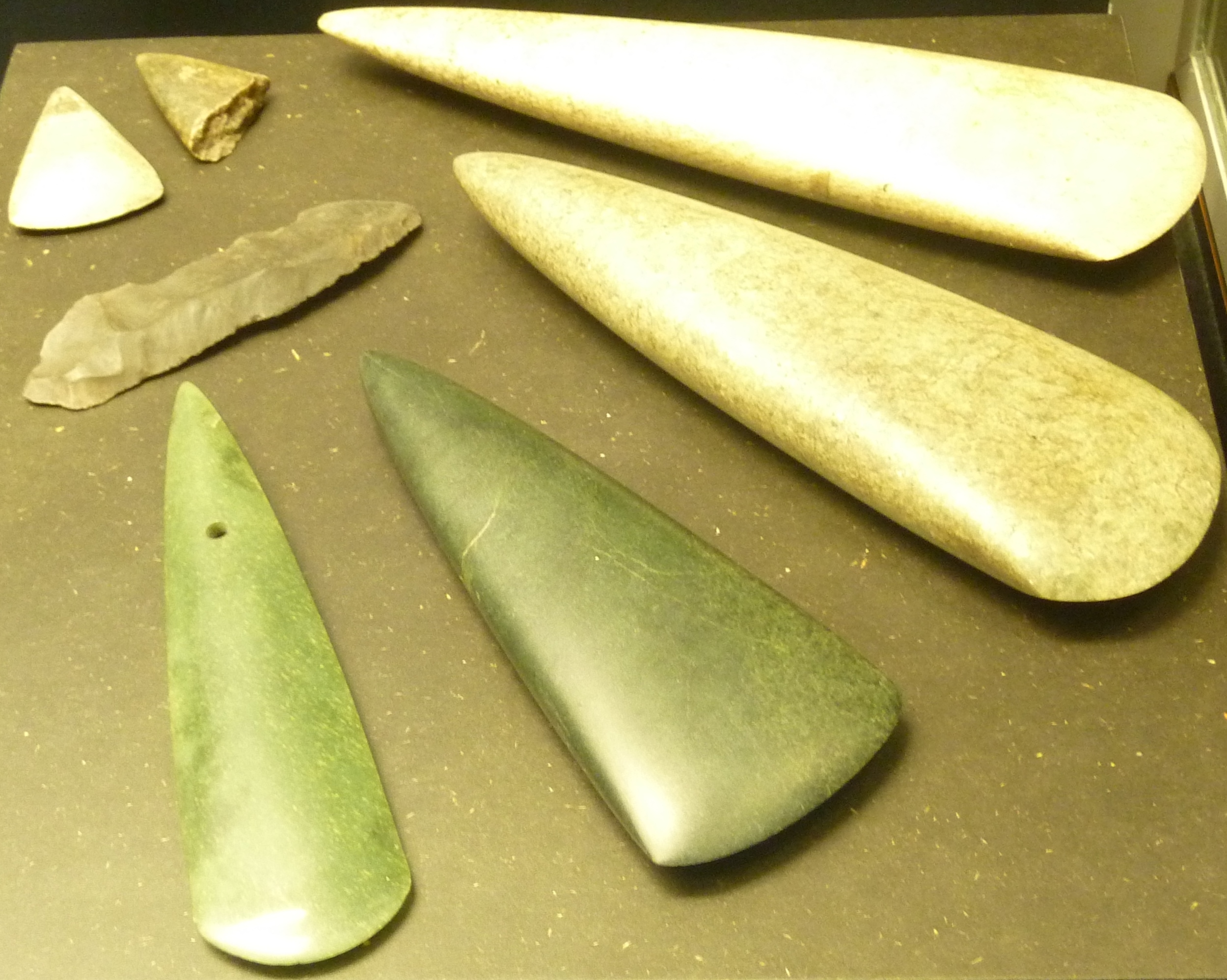
Haches polies trouvées en 1861 dans le tertre de la Croix de Kerham en Ploemeur (vers 4 500 à 4 000 avant J.-C.). Ce tumulus a été détruit depuis (Musée de préhistoire de Carnac).

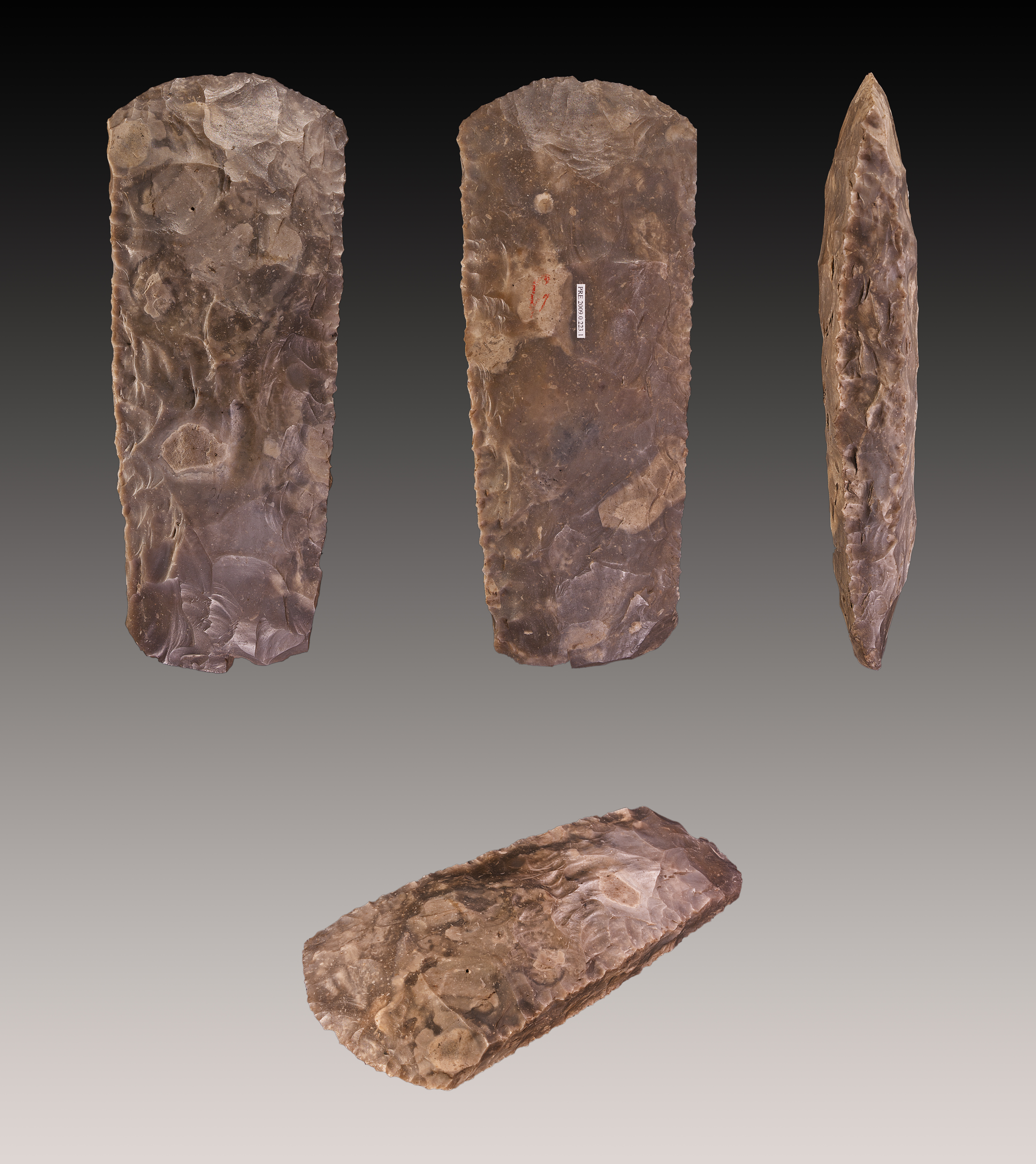
Préforme de hache avant polissage - Néolithique - Muséum de Toulouse.

Au Néolithique, se généralise le polissage de la pierre de la hache (aboutissant donc à la fabrication de haches polies), avec les travaux de défrichage liés à l'agriculture,. Cette technique permet en effet d'obtenir des haches aux tranchants réguliers et très résistants, qui peuvent trancher les fibres du bois sans s'esquiller.
Le polissage n’est que la dernière étape de la fabrication de la lame de hache et intervient après un façonnage généralement bifacial.
Les outils de pierre polie sont réalisés à partir de roches dures (silex) ou de roches vertes tenaces, éruptives (basaltes, dolérites…) ou métamorphiques (amphibolites, éclogites, jadéites…). Les roches tenaces sont parfois travaillées par sciage ou bouchardage avant d’être polies. Le polissage s’effectue par frottement sur un polissoir dormant ou mobile (grès, granite, silex…).
L'archéologie expérimentale a permis de montrer que le rendement du polissage à la main sur certaines roches très dures était de l'ordre de 5 à 20 g par heure, soit jusqu'à une centaine d'heures de travail pour certaines grandes haches. Dans ces conditions, il peut paraître surprenant que le polissage s'étende à toute la surface de l'outil et pas seulement la zone active. Le soin apporté à la confection des outils polis n'a donc pas seulement des motivations techniques mais également esthétiques et sociales. Ce dernier point est appuyé par des études réalisées en contexte ethnographique.

### L'âge du bronze
Un nouveau type de hache, la hache à douille apparaît à l'âge du bronze final et connaît une énorme  diffusion en Armorique et en Normandie ; les haches à douille sont appelées pour cette raison, haches à douille de type armoricain. Elles n'ont visiblement jamais servi d'outils et la plupart des archéologues voient en elles une sorte de monnaie. D'autres types de haches préhistoriques existent, par exemple les haches à aileron (caractérisées par une lame de métal de coupe transversale rectangulaire, terminée par un tranchant), les haches à talon (elles comportent deux parties distinctes, le talon qui est la zone d’emmanchement et la lame qui prolonge le talon), les haches à rebords (caractérisées par des rebords latéraux perpendiculaires au corps de la hache, qui servent à fixer le manche muni de deux languettes à son extrémité,), etc.
Les plus récentes haches sont formées d'une lame percée d'un trou où l'on fait passer le manche.

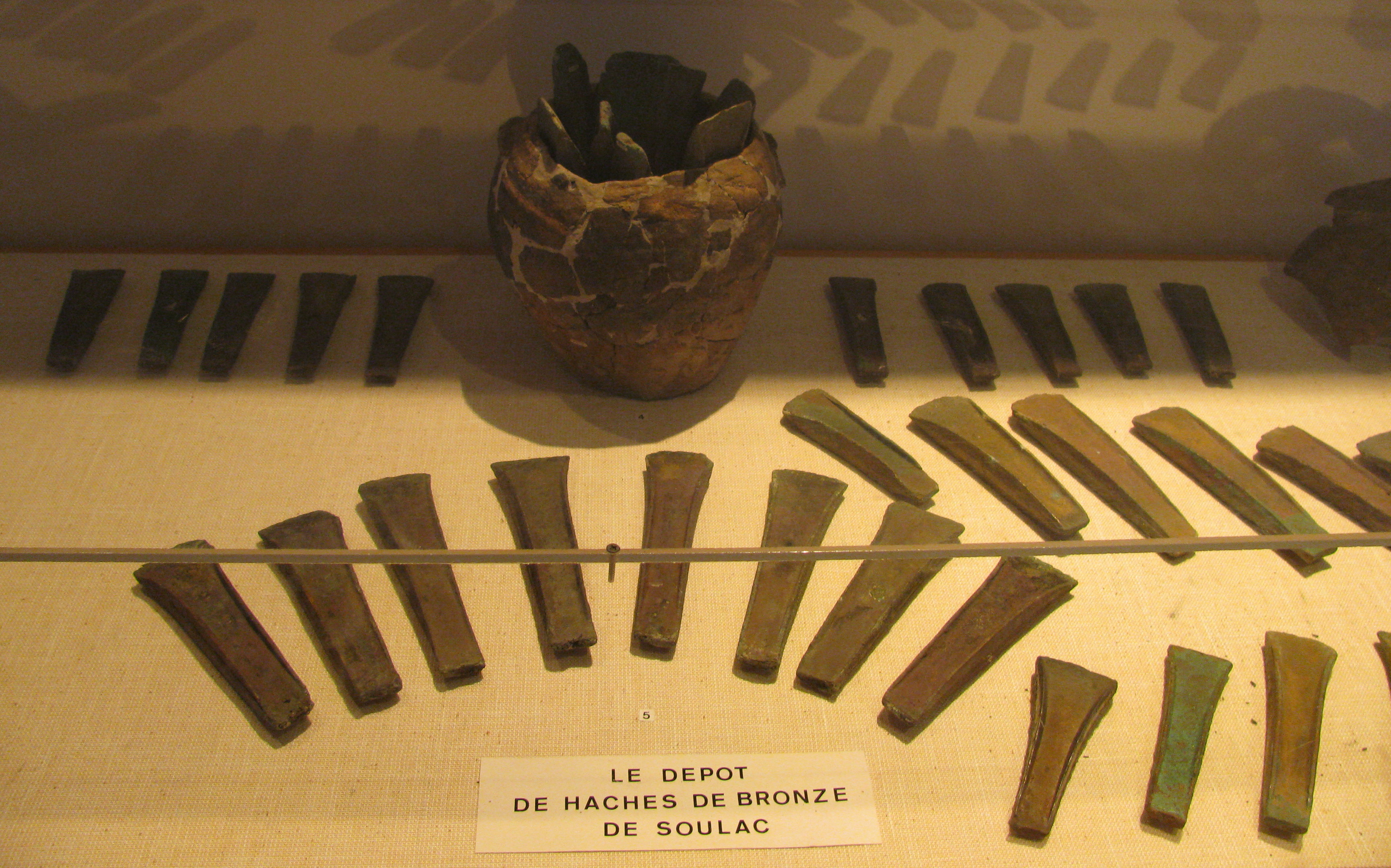
Haches à rebords de l'âge du bronze - Musée de Soulac-sur-Mer.
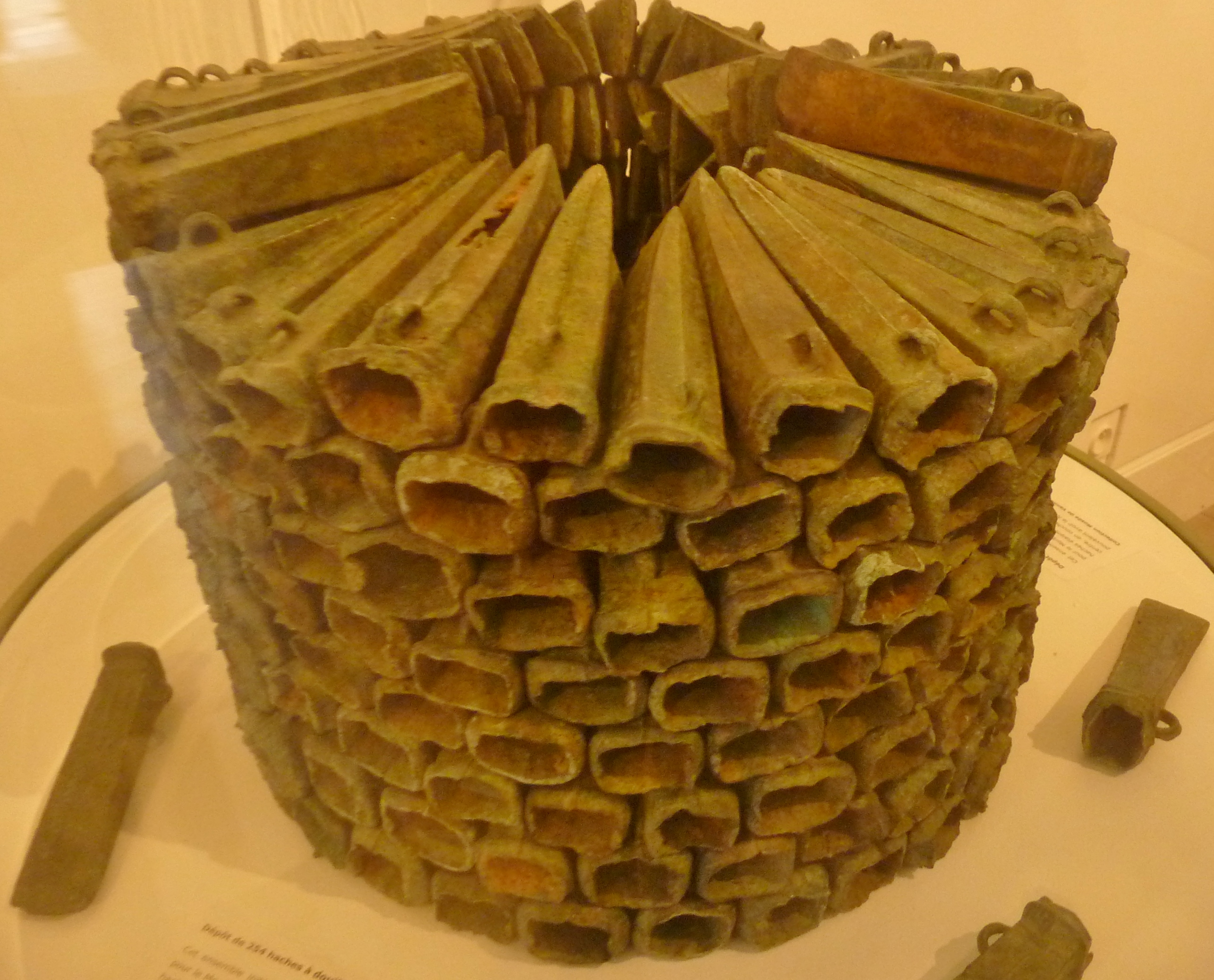
Le dépôt de haches à douille de Langonnet (Musée d'histoire et d'archéologie de Vannes).
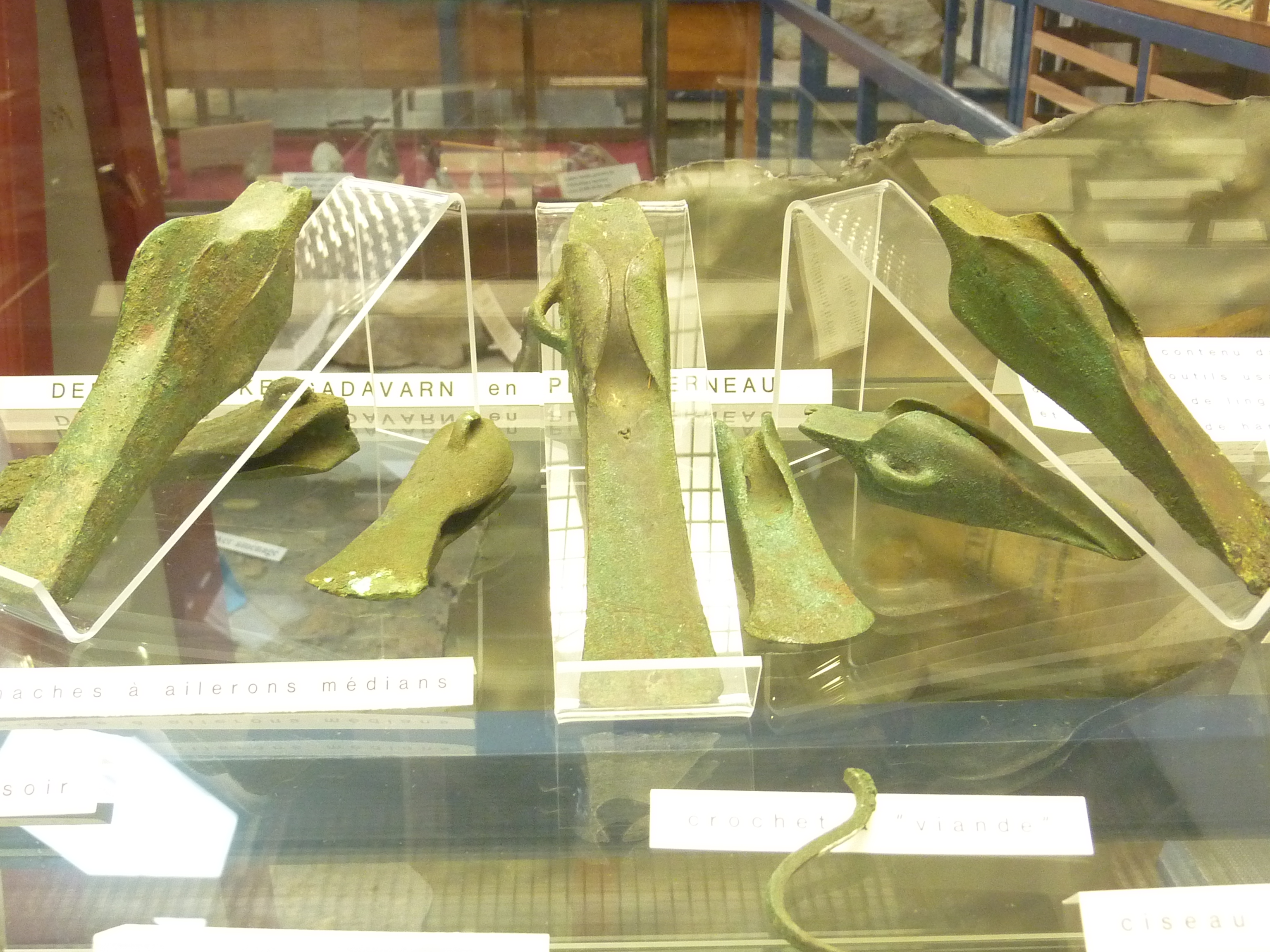
Haches à aileron trouvées dans le dépôt de Kergadavarn en Plouguerneau (Musée de la préhistoire finistérienne de Penmarc'h).
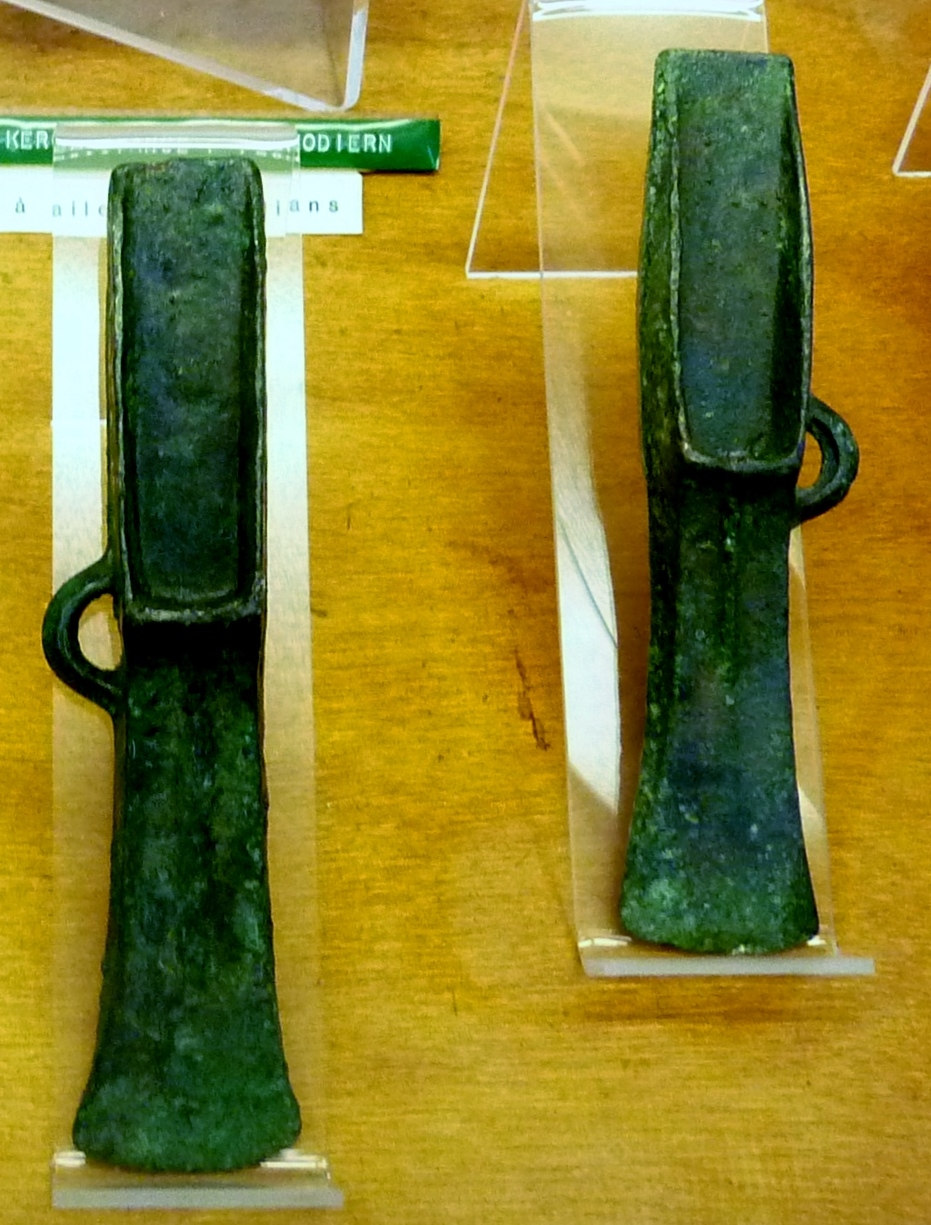
Haches à aileron trouvées dans le dépôt de Kergoustance en Plomodiern (Musée de la préhistoire finistérienne de Penmarc'h).
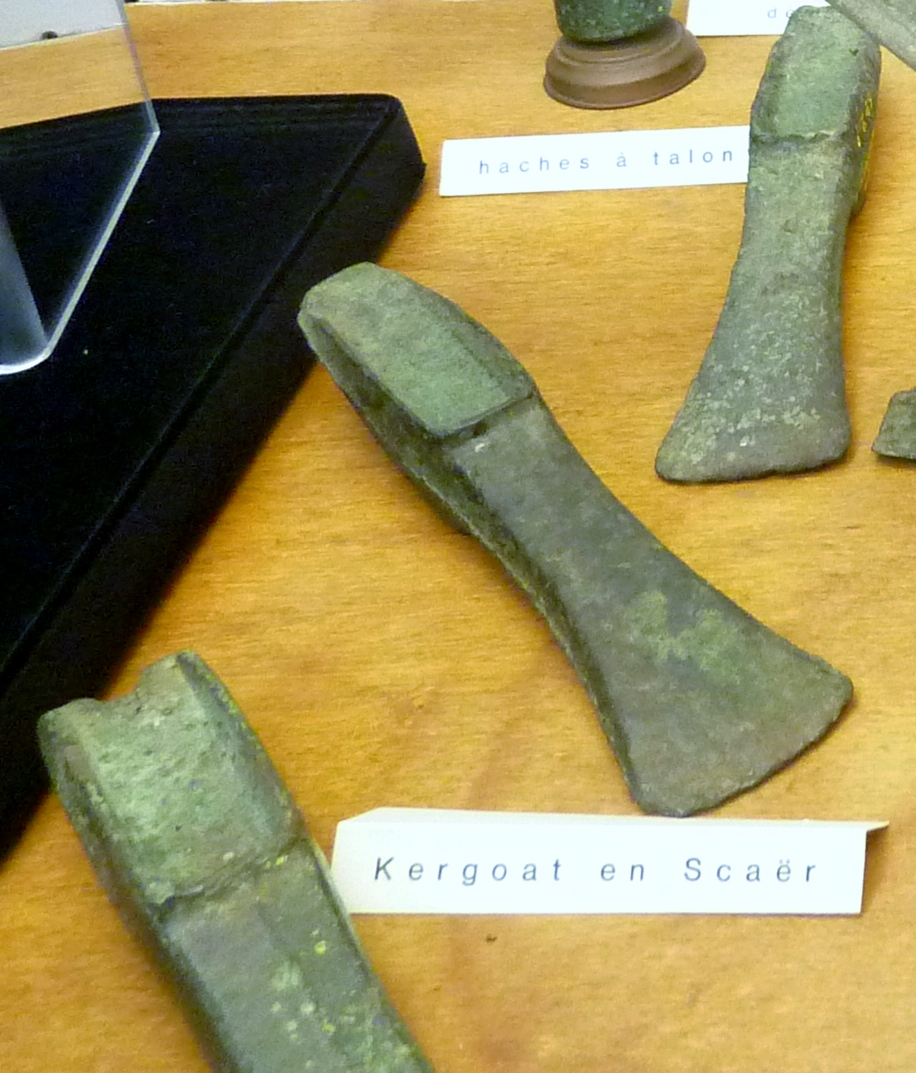
Haches à talon du dépôt de Kergoat en Scaër (Musée de la préhistoire finistérienne de Penmarc'h).
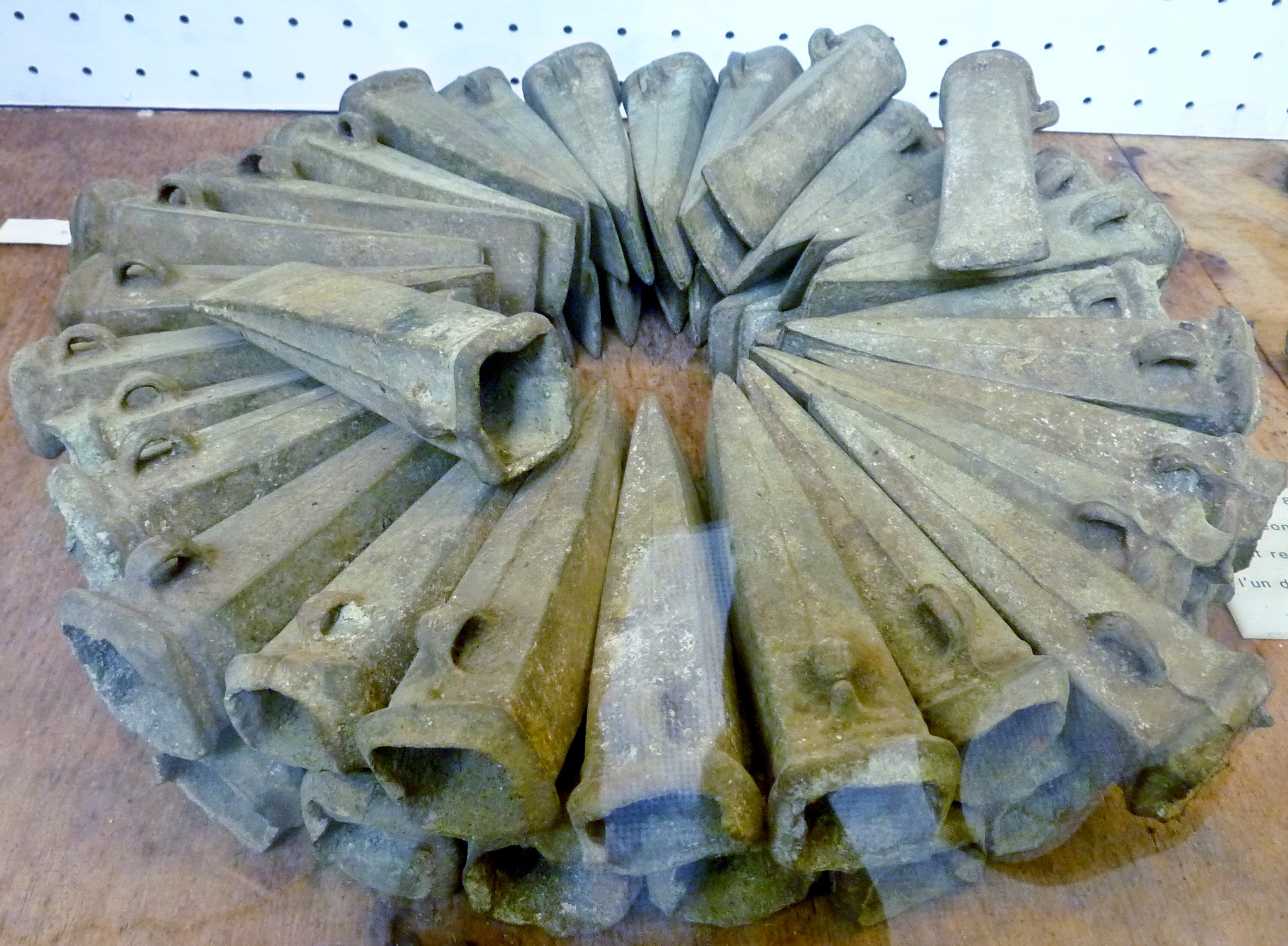
Le dépôt de 89 haches à douille de Kerléonet en Spézet (Musée de la préhistoire finistérienne de Penmarc'h).
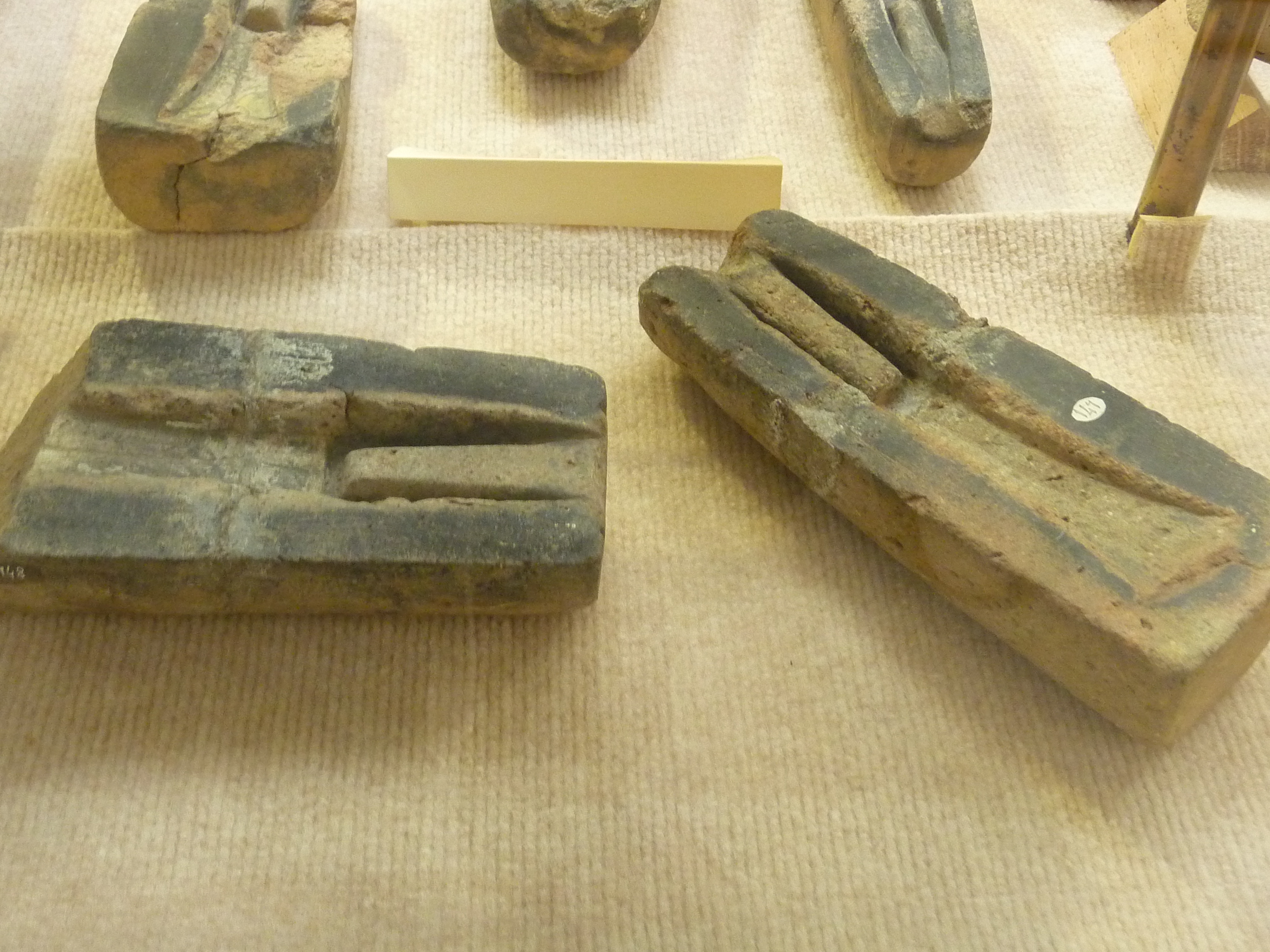
Moules ayant servi à la fabrication de haches préhistoriques (Musée de la préhistoire finistérienne de Penmarc'h).

## Arme
La hache est aussi utilisée comme une arme de combat rapproché. Plus difficile à manier qu'une épée en raison du poids et du manque d'équilibre (une épée étant équilibrée par son pommeau), la hache permet cependant des frappes plus puissantes ainsi que des techniques visant à désarmer l'adversaire ou à briser sa garde.
Les petites haches de jet franques, les francisques, n'étaient pas, contrairement à l'image d'Épinal, des haches à double tranchant. Les haches pouvaient également être lancées mais elles étaient dans ce cas plus petites et plus légères. 
La masse d'une hache de guerre se situe entre 700 grammes et 1,3 kilogramme[réf. nécessaire].
Dans les guerres de siège, la hache commune était un outil de base pour l'attaque et la défense des places fortes. La hache était peu coûteuse et facile à fabriquer, à cela s'ajoute qu'elle pouvait être utilisée comme outil sur le campement.
La hache est également une arme courte traditionnelle très puissante qui s'utilise par paire dans certains styles d'arts martiaux chinois comme dans le Mansuria Kung Fu.

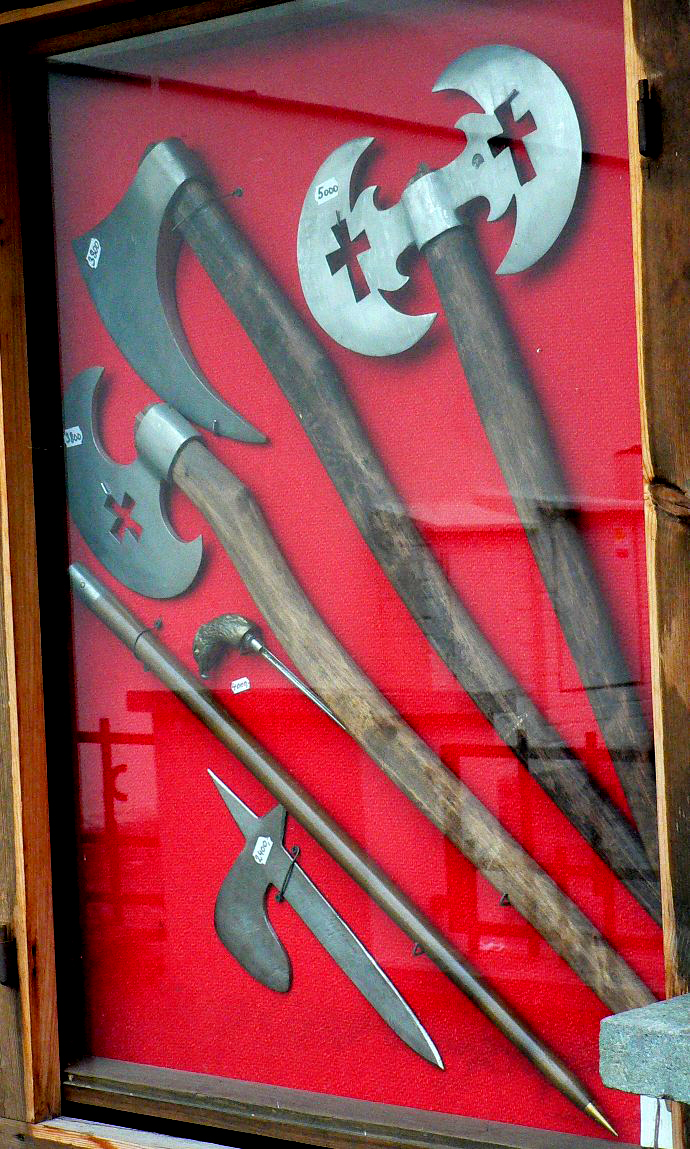
Répliques de haches de combat.
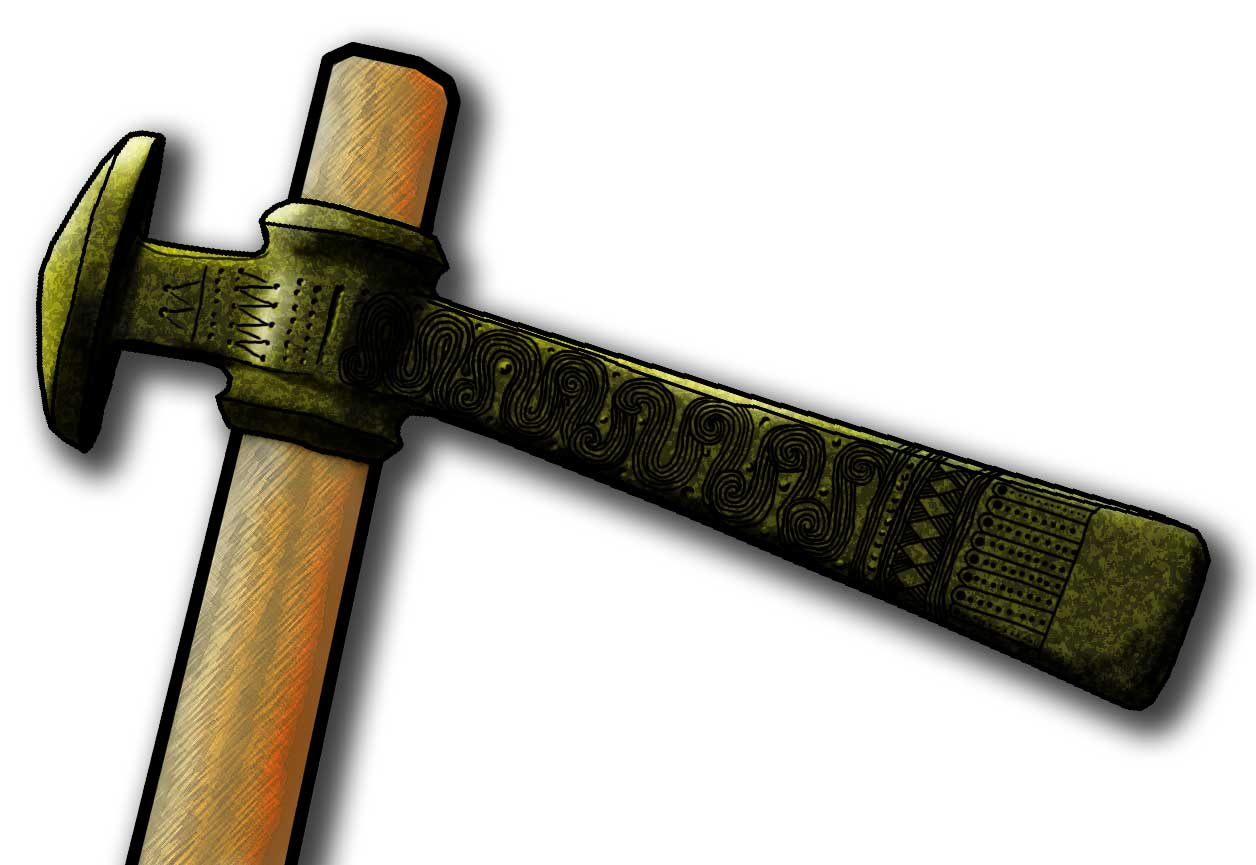
Hache de combat du début de l'âge du bronze

## Galerie

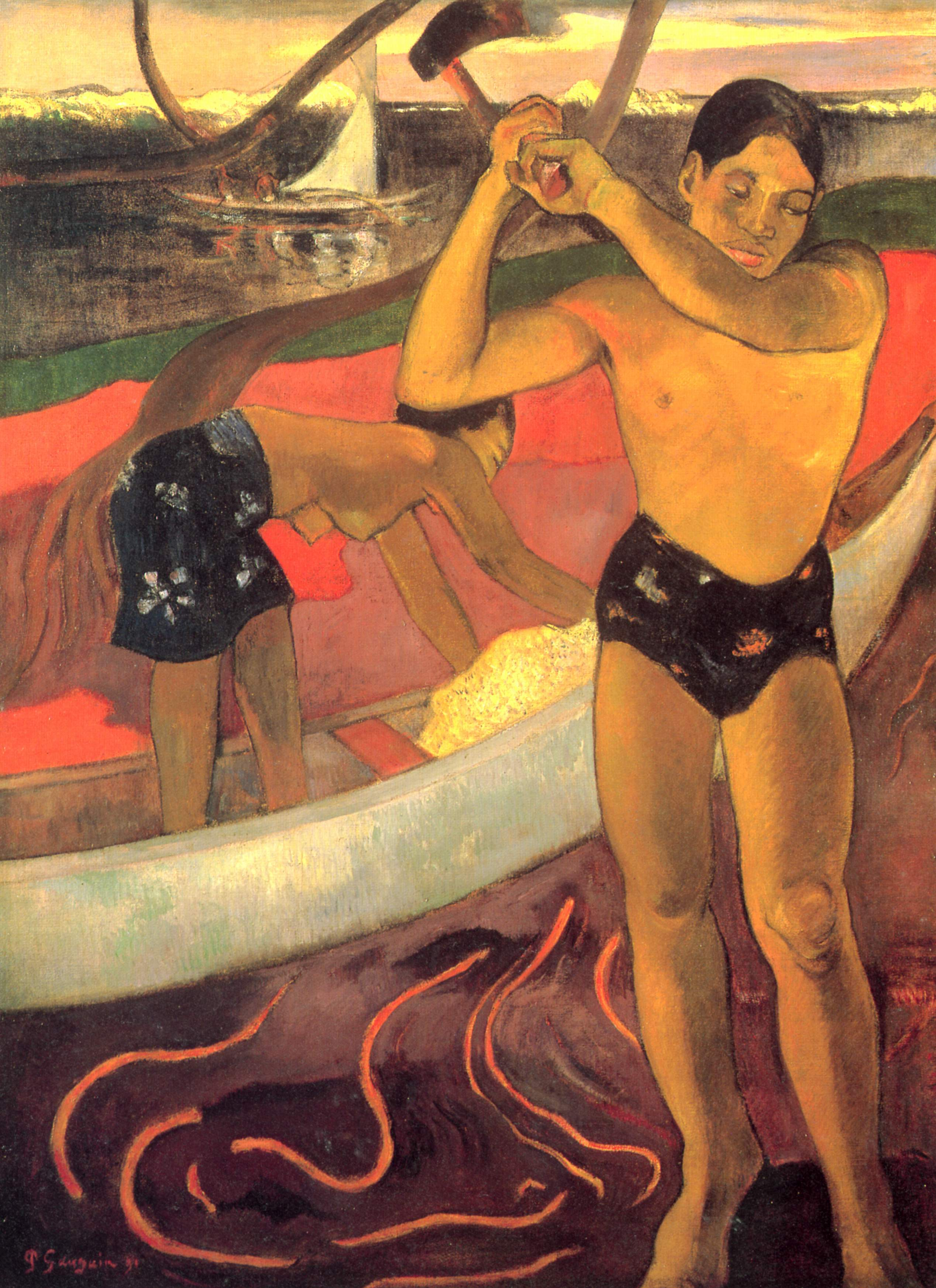
L'Homme à la hache Tableau de Paul Gauguin (1891).
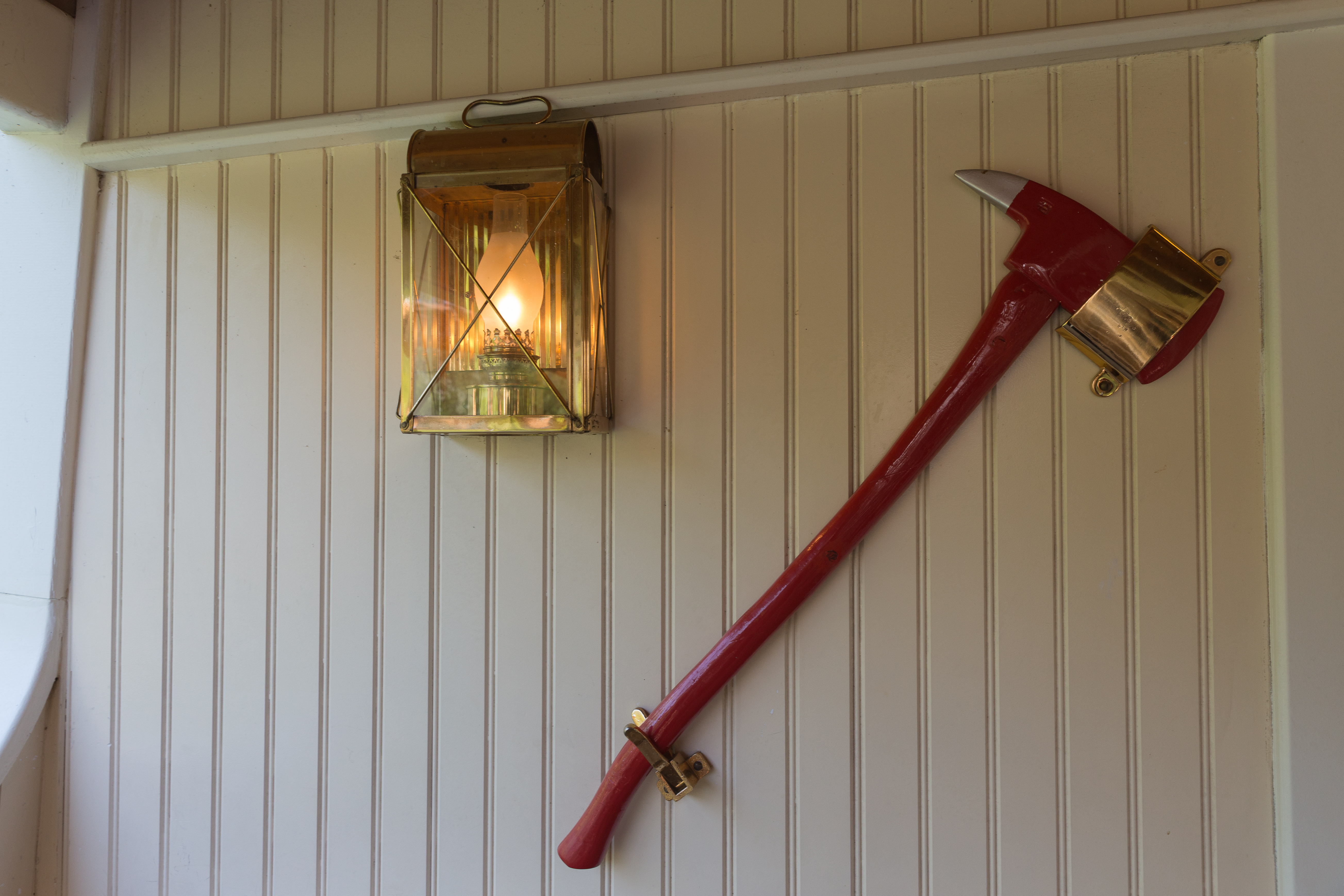
Hache de secours sur le Molly Brown une réplique d'un bateau à aubes de l'attraction Molly Brown Riverboat à Disneyland Paris.